# Mormonia melanympha
Mormonia melanympha är en fjärilsart som beskrevs av Achille Guenée 1852. Mormonia melanympha ingår i släktet Mormonia och familjen nattflyn. Inga underarter finns listade i Catalogue of Life.